# 新萨尔察-施普伦贝格
新萨尔察-施普伦贝格（德語：Neusalza-Spremberg，發音：[nɔʏˈzaltsa ˈʃpʁɛmbɛʁk] ⓘ）是德国萨克森州格尔利茨县的城市，面积22.91平方千米，2023年12月31日人口为3,169人。